# Hội nghị thượng đỉnh Liên Triều tháng 4 năm 2018
Hội nghị thượng đỉnh Liên Triều tháng 4 năm 2018 diễn ra vào ngày 27 tháng 4 năm 2018, ở phía Hàn Quốc của Khu vực an ninh chung, giữa Tổng thống Đại Hàn Dân quốc Moon Jae-in và Lãnh đạo Cộng hòa Dân chủ Nhân dân Triều Tiên Kim Jong-un. Đây là hội nghị thượng đỉnh Liên Triều thứ ba và là hội nghị đầu tiên trong mười một năm. Đây cũng là lần đầu tiên kể từ khi chiến tranh Triều Tiên đình hoãn năm 1953, một nhà lãnh đạo CHDCND Triều Tiên vào lãnh thổ Hàn Quốc; Tổng thống Moon cũng ở lại một thời gian ngắn ở lãnh thổ Bắc Triều Tiên. Hội nghị thượng đỉnh được lên kế hoạch tập trung vào chương trình vũ khí hạt nhân và vũ khí hủy diệt hàng loạt của Triều Tiên và phi hạt nhân hóa bán đảo Triều Tiên.

## Địa điểm họp

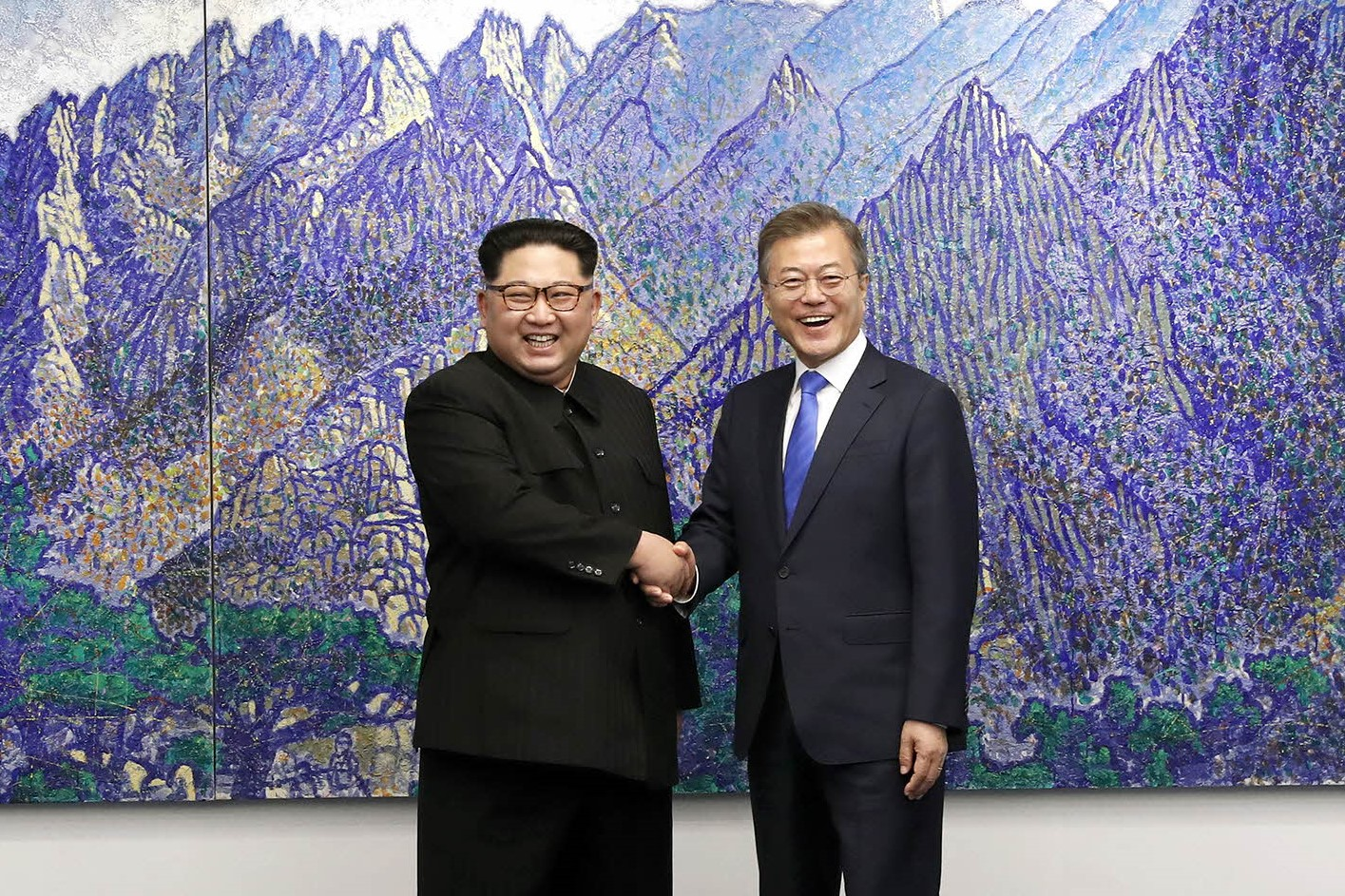
Kim Jong-un và Moon Jae-in
bắt tay trong Nhà Hòa bình.

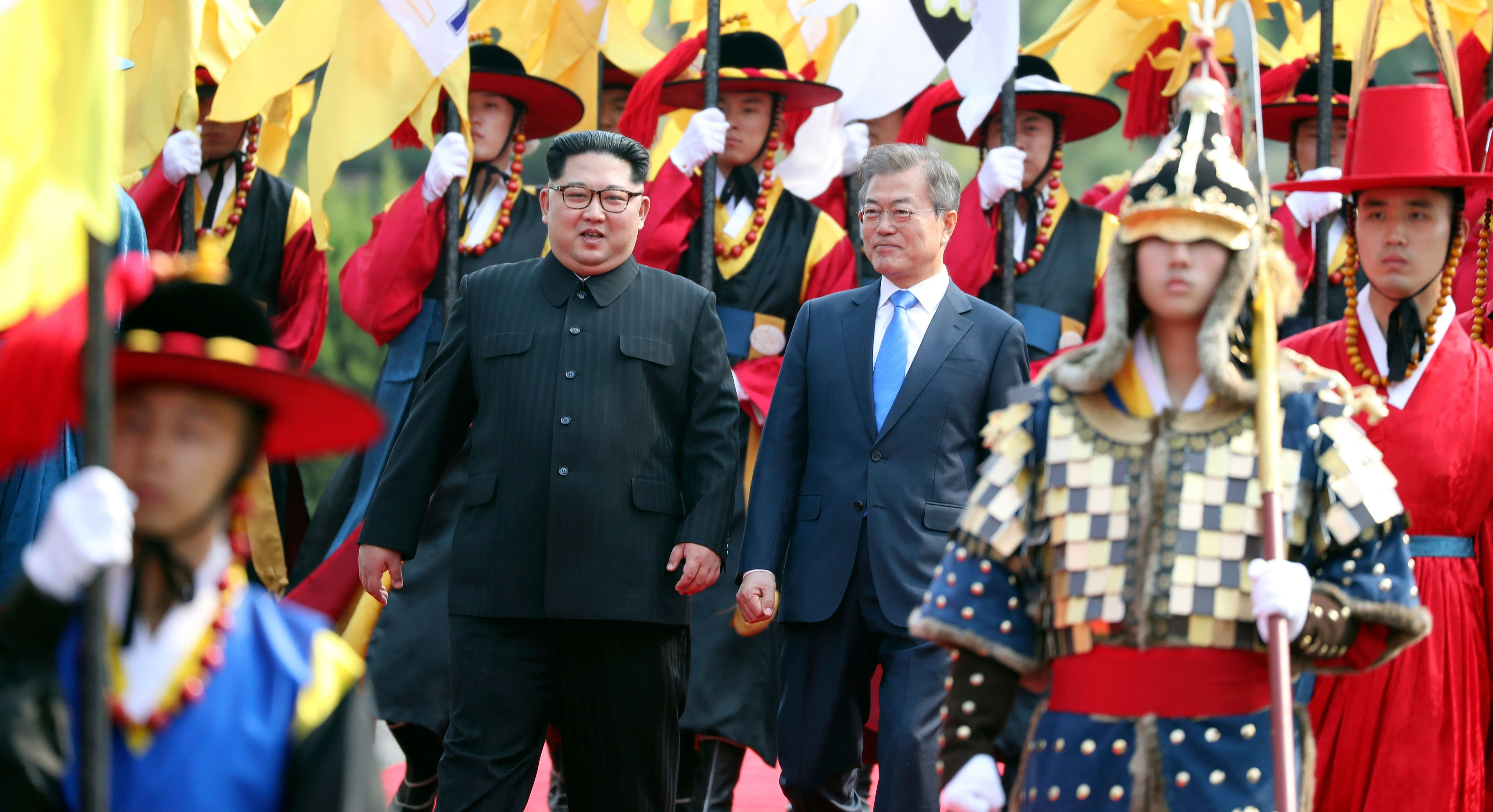
Duyệt đội quân danh dự Hàn Quốc

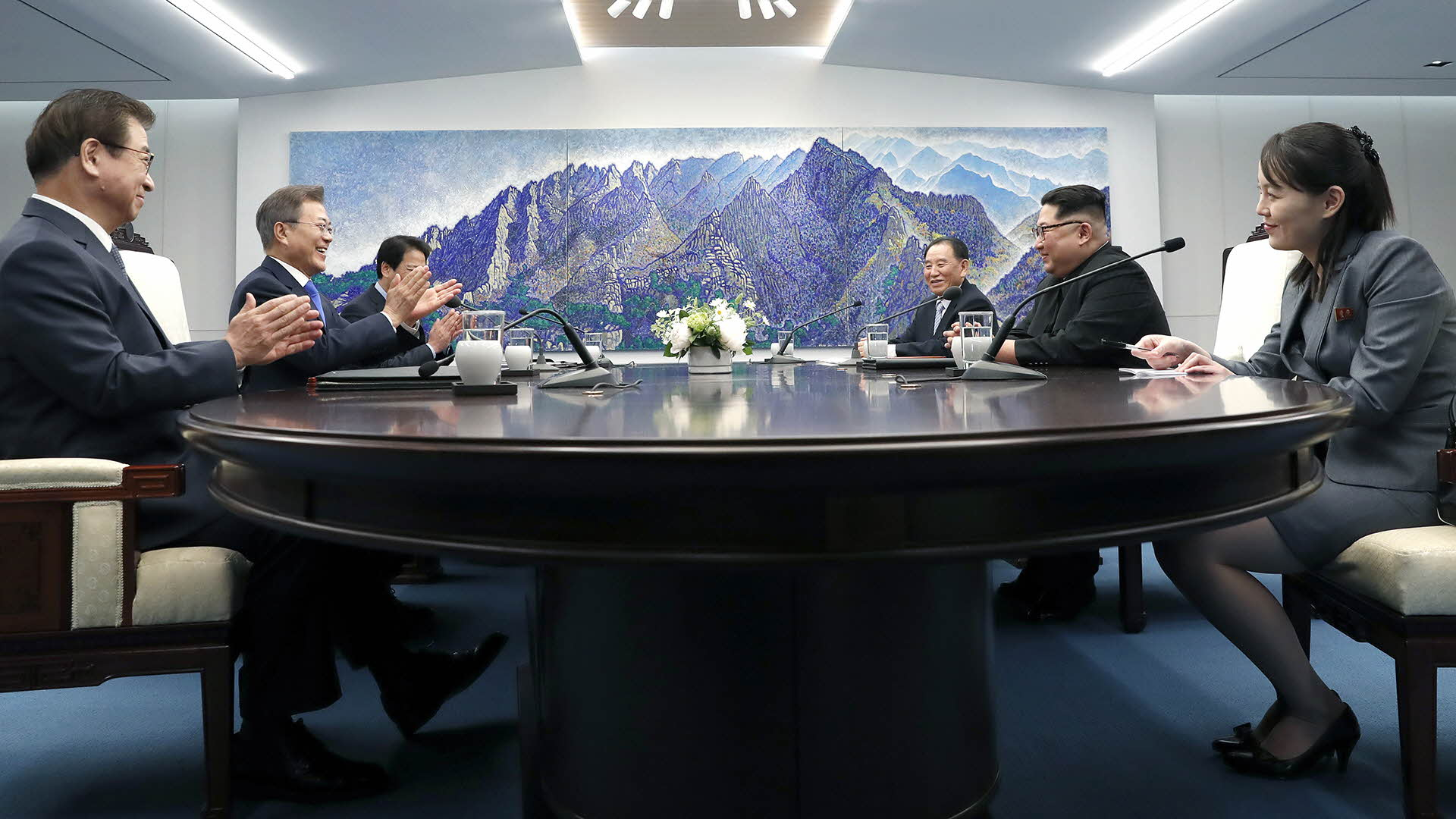
Nói chuyện bên trong Nhà Hòa bình

Được chấp nhận bởi Triều Tiên cho vị trí của cuộc họp, từ trong số các địa điểm được đề xuất bởi Hàn Quốc, là Nhà Hòa bình, nằm ngay phía nam của đường ranh giới quân sự trong Khu vực an ninh chung Bàn Môn Điếm.

## Gặp nhau
Cuộc gặp này là chuyến đi đầu tiên của một lãnh đạo Triều Tiên vào lãnh thổ của Hàn Quốc.. Những giây phút đầu tiên của cuộc gặp khi hai lãnh tụ bắt tay nhau từ hai phía của đường ranh giới đã được truyền hình trực tiếp. Moon đã chấp nhận lời mời của Kim và bước qua giới tuyến sang bên phía Bắc trong một thời gian ngắn, sau đó cả hai người đi qua phía Nam để tới Nhà Hòa bình.
Cùng với thảo luận, hai lãnh tụ đã cùng tham dự nghi lễ trồng cây, với đất và nước lấy từ cả hai miền và tham dự một buổi tiệc chiêu đãi.

## Chương trình hội nghị thượng đỉnh
Hội nghị thượng đỉnh sẽ giải quyết chủ yếu là phi hạt nhân hóa và cải thiện quan hệ giữa Hàn Quốc và Triều Tiên. Mặc dù hơn 200 tổ chức phi chính phủ kêu gọi đưa các vấn đề nhân quyền Triều Tiên vào Hội nghị thượng đỉnh Liên Triều Tiên năm 2018, các vấn đề nhân quyền của Triều Tiên sẽ không nằm trong chương trình nghị sự vì chương trình chính khẩn cấp liên quan đến giải giáp vũ khí hạt nhân và thiết lập hòa bình trên bán đảo Triều Tiên.
Theo chương trình nghị sự cuộc gặp thượng đỉnh Liên Triều lần thứ ba, hai bên sẽ bàn thảo các vấn đề rất quan trọng như phi hạt nhân hóa bán đảo Triều Tiên; việc đảm bảo an ninh cho Triều Tiên và dỡ bỏ các lệnh trừng phạt đối với Bình Nhưỡng; cải thiện quan hệ song phương, giảm căng thẳng ở khu vực biên giới, vấn đề các gia đình ly tán, thúc đẩy các dự án hợp tác, ngoại giao nhân dân và các vấn đề liên quan khác.

## Tham gia họp báo
Trong một cuộc họp báo chung, Lãnh tụ tối cao CHDCND Triều Tiên, Kim Jong-un và Tổng thống Hàn Quốc, Moon Jae-in hứa sẽ phi hạt nhân hóa bán đảo Triều Tiên, thống nhất Triều Tiên và ngăn chặn tất cả các hình thức đối đầu quân sự Liên Triều Tiên. Hai bên hứa hẹn sẽ tăng cường liên lạc lẫn nhau, và Tổng thống Moon sẽ thăm Bình Nhưỡng vào mùa thu cùng năm.
Cuộc họp báo được phát sóng trực tiếp trên truyền hình Hàn Quốc. Theo khảo sát của hãng giám sát truyền thông ATAM, hơn 34% khán giả xem truyền hình Hàn Quốc tại thủ đô Seoul đang theo dõi truyền hình trực tiếp cuộc gặp lịch sử trên. Mạng xã hội ở Hàn Quốc đã bùng nổ với những bình luận đầy ngạc nhiên. Trẻ con được cho nghỉ học để ở nhà xem thượng đỉnh Liên Triều.
Tuy nhiên, không có truyền hình trực tiếp của cuộc họp báo ở Triều Tiên do nước này có chính sách kiểm duyệt các sự kiện truyền hình trực tiếp có lãnh đạo của họ. Chiều tối 28 tháng 4, những thước phim đầu tiên về thượng đỉnh Liên Triều mới được phát trên truyền hình nhà nước Triều Tiên. Không có nhiều sự thay đổi về câu chữ ngoại trừ đổi thứ tự "Hàn Quốc và Triều Tiên" thành "Triều Tiên và Hàn Quốc" được nêu trong tuyên bố chung. Truyền thông nhà nước Triều Tiên đặc biệt tỏ ra thận trọng khi nhắc đến vấn đề phi hạt nhân hóa bán đảo Triều Tiên. Phần lớn các báo Triều Tiên đều né đi chi tiết vào vấn đề phi hạt nhân hóa, tập trung vào các chủ đề như hòa bình, thịnh vượng và tái thống nhất bản đảo Triều Tiên. Rodong Sinmun - tờ báo chính thức của Đảng Lao động Triều Tiên đã dành 4 trong tổng số 6 trang báo giấy ra ngày 28 tháng 4 để ca ngợi nhà lãnh đạo Kim Jong-un, hoan nghênh và đăng hơn 60 bức ảnh về thượng đỉnh Liên Triều.
Sau hội nghị thượng đỉnh, hai bên đã tháo dỡ loa tuyên truyền dọc biên giới hai nước.